# Irroy
Irroy is een champagnehuis dat in 1820 in Reims werd opgericht door Charles-François-Benjamin Irroy, de vader van Ernest-Benjamin Irroy (1829-1896), die in 1890 als vennoot toetrad tot F. Blondeau en Charles Berque. Het huis was een Négociant-Manipulant (aangeduid als NM) en gelegen 42 boulevard Lundy. Het huis werd in 1955 overgenomen door Taittinger. 

## Champagnes
De Carte D'Or Brut is een Brut Sans Année gemaakt van chardonnay, pinot noir en bij uitzondering pinot blanc. Pinot blanc mag bij het maken van champagne worden gebruikt, maar meestal kiest men bij de assemblage voor de pinot meunier. 
De Cuvée Extra-Brut rijpt minimaal 30 maanden in de kelders en is gemaakt van 30 crus. Deze blend bestaat uit 70% Pinot Noir en Pinot Meunier en 30% Chardonnay.